# Gjon Buzuku
Gjon Buzuku (16. század) albán római katolikus pap, egyházi író. Életéről szinte semmit nem tudni, neve az első albán nyelvű könyv, az 1554–1555-ben elkészült római katolikus szertartáskönyv, a Meshari (’Misekönyv’) szerzőjeként ismert.

## Életútja
Buzuku életéről nagyon kevés információ áll rendelkezésünkre. Katolikus szertartáskönyv-fordítása, az 1554–1555-ben írt Meshari (’Misekönyv’) utóhangja szolgál egyedüli közvetlen forrásul a szerző kilétére, de ebből is csak annyi derül ki, hogy Bdek Buzuku fia, római katolikus pap volt. A könyv nyelvezetének, szókészletének és tipográfiájának elemzése további, Buzuku életútját illető következtetésekre ad lehetőséget. A könyv geg dialektusa Buzuku családját (vagy családjának származási helyét) a Shkodrai-tó nyugati partjához, azon belül a ma Montenegróhoz tartozó, Bar környéki Šestan vidékéhez köti. Ugyanakkor Buzuku nyelvezete teljesen mentes a török nyelvi hatásoktól, így feltételezhető, hogy ő maga már nem albán földön született, és szinte bizonyosan nem ott élt. Családja talán egyike lehetett a Szkutari 1479-es oszmán ostromát követően az Adriai-tenger északi partvidékére menekült albánoknak. Ezt igazolhatja, hogy tipográfiai analógiák alapján könyvének feltételezhető kiadási helye, és akár Buzuku életének helyszíne a Velencei Köztársaság lehetett. Más források nem zárják ki, hogy Buzuku a mai Shkodra és Ulcinj között teljesített papi szolgálatot. Mario Roques a könyv nyomdatörténeti vizsgálata során a Mesharit a boszniai ferences hagyományok 16. századi történetébe illesztette, egyben valószínűsítette, hogy Buzuku maga is ferences szerzetes lehetett.

## Misekönyve
A Meshari a legkorábbi ismert albán nyelvű könyv. Szerzői utóhangja alapján Buzuku 1554. március 20-a és 1555. január 5-e között dolgozott rajta. Egyetlen ismert példányára Gjon Nikollë Kazazi üszkübi érsek bukkant rá 1740-ben, ezt ma a Vatikáni Apostoli Könyvtár őrzi. Ez a példány is csonka, fedőlapja és 16 lapja hiányzik, így sem címéről, sem kiadásának körülményeiről nincsenek közelebbi információink. A Meshari (’Misekönyv’) cím használata pusztán az albán művelődéstörténet kollokviális címjelölése. Nyomdatörténeti és tipográfiai analógiák alapján valószínűsíthető, hogy a Velencei Köztársaság egyik nyomdájában jelent meg.
Tartalmát tekintve római katolikus misekönyv ó- és újtestamentumi passzusokkal, litániákkal, zsolozsmákkal, zsoltárokkal és katekizmusrészletekkel. A könyv nem csak művelődéstörténeti, de nyelvtörténeti szempontból is rendkívül jelentős. Észak-albániai geg dialektusban íródott, az oszmán hódítást megelőző, archaikus nyelvváltozatot őrzött meg. A könyv írásrendszere a latin betűkön alapult, emellett Buzuku a sajátos albán hangok jelölésére öt cirill betűt is alkalmazott.
Első komplett szövegkiadása Namik Resuli (1958), kritikai kiadása Eqrem Çabej (1968) nevéhez fűződik.

## Emlékezete
A koszovói Pristinában egy albán nyelvű könyvkiadó (Buzuku Kiadóház, Shtëpia Botuese „Buzuku”), Prizrenben pedig egy iskola (Gjon Buzuku Gimnázium, Gjimnazi Gjon Buzuku) vette fel a nevét.